# Luigi II di Melun
Luigi II di Melun, in francese Louis de Melun (Parigi, ottobre 1694 – 31 luglio 1724), è stato un nobile francese.
Fu principe d'Épinoy, barone e poi duca di Joyeuse (1714) e Pari di Francia, barone di Cysoing, Antoing e Wiers, conte di Saint-Pol, visconte di Gand, castellano di Bapaume, signore di Villemareuil, di Vaucourtois e di Saint-Jean-les-Deux-Jumeaux.

## Biografia
Louis era l'unico figlio maschio di Luigi I di Melun e di Elisabetta Teresa di Lorena. Sua sorella, Anne Julie Adélaïde de Melun fu antenata del futuro maresciallo di Soubise, di Carlotta di Rohan-Soubise, principessa di Condé, di Madame de Guéméné e dell'assassinato duca d'Enghien.
Suo padre morì nel 1704 di vaiolo, rendendo principe d'Epinoy il piccolo Luigi che, dieci anni dopo, fu creato anche duca-pari di Joyeuse.
Il 23 febbraio 1716 sposò Armande de La Tour d'Auvergne, figlia di Emanuele Teodosio de La Tour d'Auvergne ed una nipote della famosa Maria Anna Mancini, una delle mazerinette, le nipoti del Cardinale Mazarino, che quest'ultimo aveva fatto venire a corte a Parigi per dar loro un marito di rango.
Sebbene fosse stato sposato, fu ben noto che contrasse anche un matrimonio segreto con Maria Anna di Borbone nel 1719. Maria Anna, nota come Mademoiselle de Clermont era una figlia di Louis de Bourbon e di Louise Françoise de Bourbon, che era a sua volta una figlia illegittima di Luigi XIV e di Madame de Montespan. Maria Anna fu anche il capo della futura Casa della Regina.
Luigi morì nel 1724, durante una festa di caccia alla residenza ancestrale di Maria Anna, il Castello di Chantilly. Naturalmente sconvolta, Marie Anne non si sposò nuovamente.
Poiché Luigi non ebbe figli neanche da Armande, la contea di Saint-Pol, così come il principato di Joyeuse, andarono al maggiore dei suoi nipoti, il giovane Duca di Rohan, figlio di sua sorella Anne Julie.

## Ascendenza
|                                |                     |                              | Genitori                   |  |  | Nonni |  |  | Bisnonni               |  |  | Trisnonni       |  |
|                                |                     |                              |                            |  |  |       |  |  | Guillaume III de Melun |  |  | Pierre de Melun |  |
|                                |                     |                              |                            |  |  |       |  |  | Guillaume III de Melun |  |  | Pierre de Melun |  |
|                                |                     | Hyppolite de Montmorency     |                            |  |  |       |  |  | Guillaume III de Melun |  |  |                 |  |
| Alexandre Guillaume de Melun   |                     |                              |                            |  |  |       |  |  | Guillaume III de Melun |  |  |                 |  |
|                                |                     | Ernestine de Ligne-Arenberg  | Charles d'Arenberg         |  |  |       |  |  |                        |  |  |                 |  |
|                                |                     | Ernestine de Ligne-Arenberg  | Charles d'Arenberg         |  |  |       |  |  |                        |  |  |                 |  |
|                                |                     | Ernestine de Ligne-Arenberg  | Anne de Croÿ               |  |  |       |  |  |                        |  |  |                 |  |
| Louis I de Melun               |                     | Ernestine de Ligne-Arenberg  |                            |  |  |       |  |  |                        |  |  |                 |  |
|                                |                     | Henri Chabot                 | Charles Chabot             |  |  |       |  |  |                        |  |  |                 |  |
|                                |                     | Henri Chabot                 | Charles Chabot             |  |  |       |  |  |                        |  |  |                 |  |
|                                |                     | Henri Chabot                 | Henriette de Lur           |  |  |       |  |  |                        |  |  |                 |  |
| Jeanne-Pélagie de Rohan-Chabot |                     | Henri Chabot                 |                            |  |  |       |  |  |                        |  |  |                 |  |
|                                |                     | Marguerite de Rohan          | Henri II de Rohan          |  |  |       |  |  |                        |  |  |                 |  |
|                                |                     | Marguerite de Rohan          | Henri II de Rohan          |  |  |       |  |  |                        |  |  |                 |  |
|                                |                     | Marguerite de Rohan          | Marguerite de Béthune      |  |  |       |  |  |                        |  |  |                 |  |
| Louis II de Melun              |                     | Marguerite de Rohan          |                            |  |  |       |  |  |                        |  |  |                 |  |
|                                | Charles II d'Elbeuf | Charles I d'Elbeuf           |                            |  |  |       |  |  |                        |  |  |                 |  |
|                                | Charles II d'Elbeuf | Charles I d'Elbeuf           |                            |  |  |       |  |  |                        |  |  |                 |  |
|                                | Charles II d'Elbeuf | Marguerite de Chabot         |                            |  |  |       |  |  |                        |  |  |                 |  |
| François-Marie de Lorraine     | Charles II d'Elbeuf |                              |                            |  |  |       |  |  |                        |  |  |                 |  |
|                                |                     | Catherine de Bourbon-Vendôme | Henri IV de France         |  |  |       |  |  |                        |  |  |                 |  |
|                                |                     | Catherine de Bourbon-Vendôme | Henri IV de France         |  |  |       |  |  |                        |  |  |                 |  |
|                                |                     | Catherine de Bourbon-Vendôme | Gabrielle d'Estrées        |  |  |       |  |  |                        |  |  |                 |  |
| Élisabeth-Thérèse de Lorraine  |                     | Catherine de Bourbon-Vendôme |                            |  |  |       |  |  |                        |  |  |                 |  |
|                                |                     | Charles IV de Lorraine       | François II de Lorraine    |  |  |       |  |  |                        |  |  |                 |  |
|                                |                     | Charles IV de Lorraine       | François II de Lorraine    |  |  |       |  |  |                        |  |  |                 |  |
|                                |                     | Charles IV de Lorraine       | Christine von Salm         |  |  |       |  |  |                        |  |  |                 |  |
| Anne de Lorraine               |                     | Charles IV de Lorraine       |                            |  |  |       |  |  |                        |  |  |                 |  |
|                                |                     | Béatrice de Cusance          | Claude-François de Cusance |  |  |       |  |  |                        |  |  |                 |  |
|                                |                     | Béatrice de Cusance          | Claude-François de Cusance |  |  |       |  |  |                        |  |  |                 |  |
|                                |                     | Béatrice de Cusance          | Ernestine van Witthem      |  |  |       |  |  |                        |  |  |                 |  |
|                                |                     | Béatrice de Cusance          |                            |  |  |       |  |  |                        |  |  |                 |  |